# Ski Dubaï
 (avril 2017).
Ski Dubaï (en arabe : سكاي دبي) est une station de sports d'hiver d'intérieur ouverte en novembre 2005, au cœur du Mall of the Emirates un grand centre commercial à Dubaï, aux Émirats arabes unis. Il a coûté environ 250 millions de dollars de sa conception à sa réalisation. Il a été voulu par Majid Al Futtaim, un des plus gros entrepreneurs de Dubaï et leader de la grande distribution au Moyen-Orient.

## Caractéristiques
Le but a été de construire et aménager une piste de ski intérieure, un snowpark et une piste de bobsleigh dans un dôme dont la température ne dépasse pas les -2 degrés Celsius.
D'une taille de 80 m de hauteur, de 80 m de largeur et de 400 m de longueur, il a fallu un mois pour faire descendre la température de 40 °C en moyenne à la température actuelle malgré les murs d'une épaisseur d'un mètre.
Plusieurs sports d'hiver sont praticables dans ce complexe : le ski mais aussi le snowboard, la luge et le bobsleigh.
C'est une véritable entreprise qui gère cette station qui possède entre autres une école de ski, des loueurs de matériels, et des billetteries permettant d'utiliser des remontées mécaniques.
L'opérateur de la station, Transmontagne, originaire de Lyon, a participé à la création du projet. Les 200 employés faisant tourner la station sont salariés de la société Majid Al Futtaim.
Ce complexe hivernal accueille en moyenne entre 2 000 et 4 000 personnes par jour. Des formules de séjours existent aussi comme dans les stations de ski, c’est-à-dire semaine entière avec hébergement et accès aux pistes.
Le complexe propose également Magic Planet et ses quelques manèges, principalement du constructeur Zamperla hormis le robocoaster de Kuka.

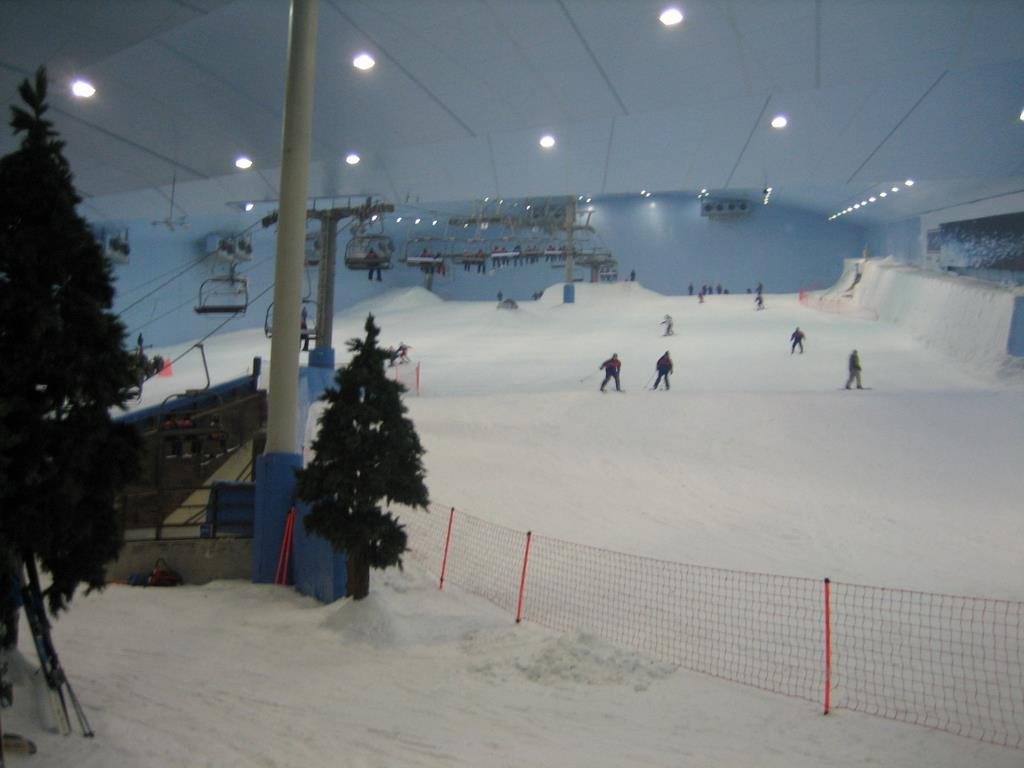
L'intérieur de Ski Dubaï en 2006.